# Nätra tingslag
Nätra tingslag var ett tingslag i Västernorrlands län vars område låg i den mellersta delen av landskapet Ångermanland kring Nätraån i nuvarande Örnsköldsviks kommun
Nätra tingslags verksamhet överfördes 1930 till Ångermanlands norra domsagas tingslag.
Tingslaget hörde under perioden 1811-1901 till Norra Ångermanlands domsaga och mellan 1901 och 1930 till Nätra och Nordingrå domsaga.

## Socknar
Nätra tingslag omfattade fyra socknar.
- Anundsjö som under perioden 1811-1840 bildade ett eget tingslag
- Nätra
- Sidensjö som under perioden 1811-1840 bildade ett eget tingslag
- Skorped